# Březová u Uherského Brodu

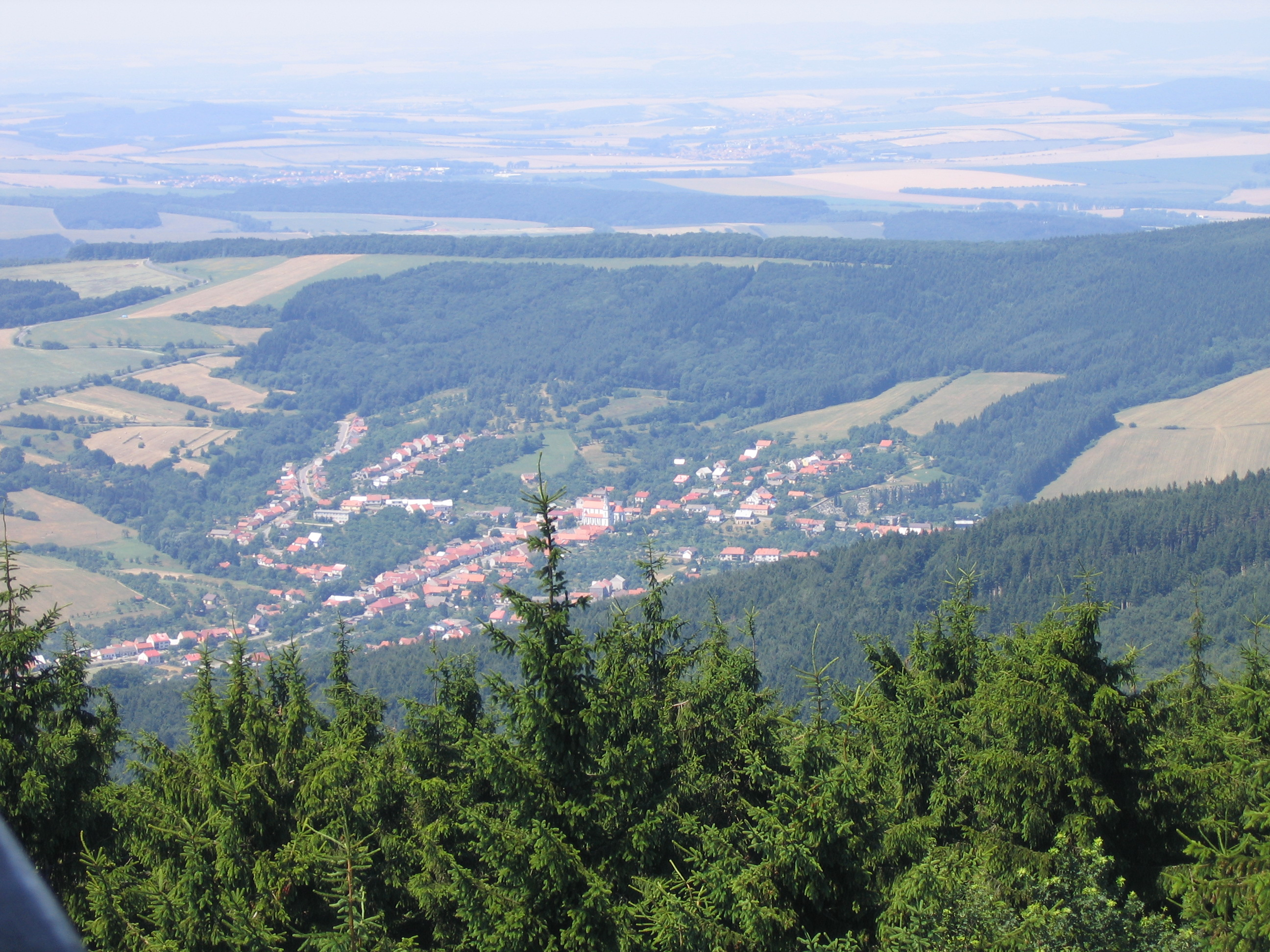
Blick vom Aussichtsturm auf dem Velký Lopeník auf Březová

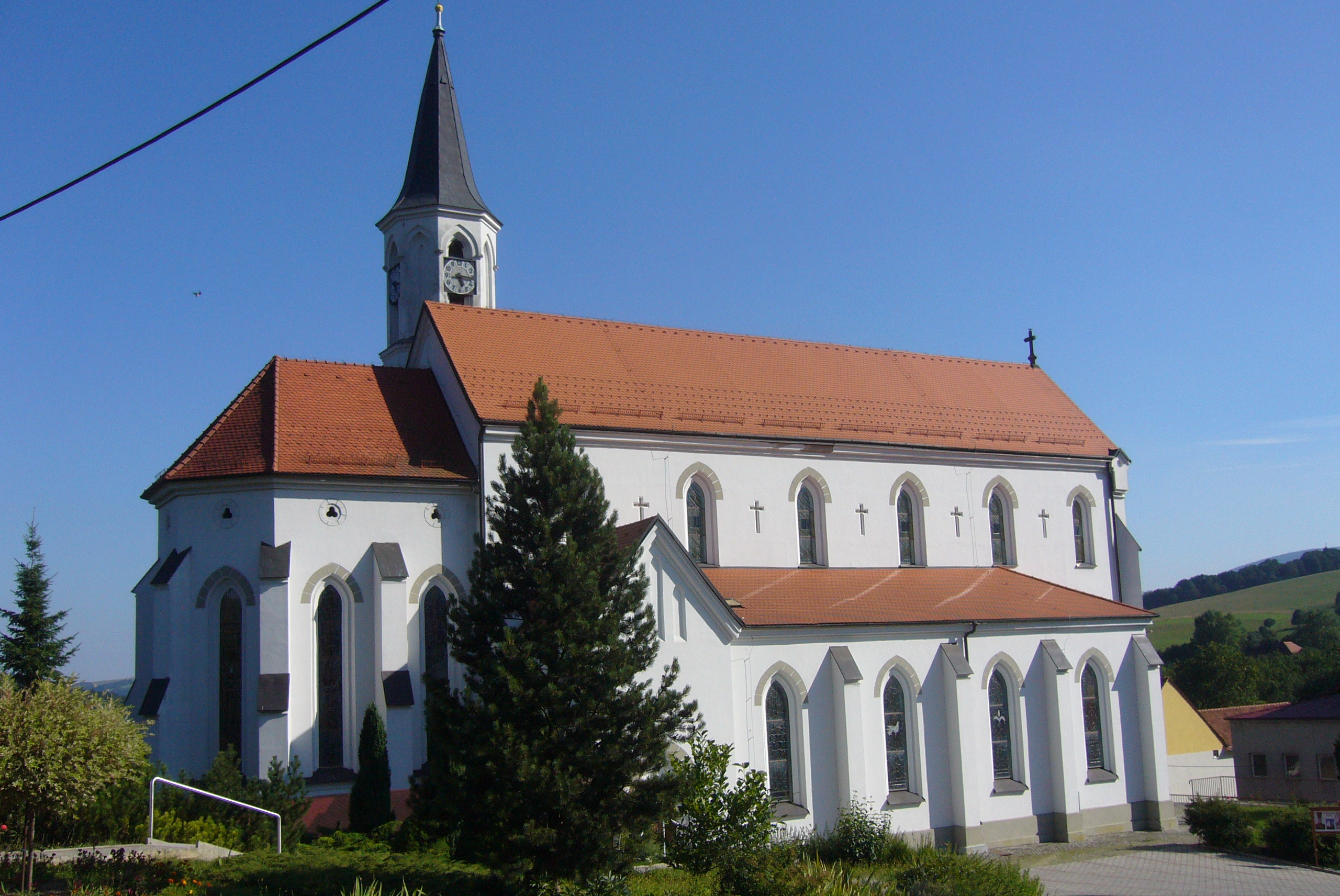
Kirche der hl. Kyrill und Method, Ansicht von Norden

Březová (deutsch Bresowa, 1939–1945 Birkicht) ist eine Gemeinde in Tschechien. Sie liegt 13 Kilometer südöstlich von Uherský Brod und gehört zum Okres Uherské Hradiště.

## Geographie
Březová befindet sich am nordwestlichen Fuße des Velký Lopeník auf dem Kamm der Weißen Karpaten im Landschaftsschutzgebiet CHKO Bílé Karpaty. Das Dorf liegt an der Einmündung des Baches Hrubár im Tal der Březová. Nördlich erheben sich der Studenný vrch (646 m), Holý vrch (592 m) und Obecní háj (536 m), im Osten der Grúň, Kobylec (844 m) und Malý Lopeník (881 m), südöstlich der Velký Lopeník (911 m), im Süden die Nová hora (551 m) und Nová hora (629 m) sowie südwestlich die Doubrava (550 m). Drei Kilometer gegen Ost verläuft die Grenze zur Slowakei.
Nachbarorte sind Suchá Loz, Podhorský Mlýn und Bystřice pod Lopeníkem im Norden, Olšovec, Od Březovska und Lopeník im Nordosten, Škrátova, Výškovecké Bošáčky, Vyškovec, Lopenické Bošáčky und Predpoloma im Osten, Valová, Ondrášovec, Grúň und Mravcové im Südosten, Šiance, Pančava, Bazalákovci, Šance, Květná und Mlýnky im Süden, Strání und Drahy im Südwesten sowie Korytná, Nivnice, Čupák und Volenov im Nordwesten.

## Geschichte
Das Dorf wurde wahrscheinlich im 14. Jahrhundert durch das Zisterzienserkloster Smilheim während der Kolonisation der Gegend zwischen dem Studenný vrch und der Grenze zu Ungarn als Holzfällersiedlung gegründet. Die älteste Nachricht über die Existenz des Dorfes stammt aus dem Jahre 1325. Urkundlich nachweisbar ist Březová seit 1351. Im Jahre 1492 wurde erstmals ein Handelsweg von Mähren nach Ungarn über Brzezowa erwähnt. Später wurde das Dorf als Bržezová bezeichnet. Nachdem Březová 1606 von den siebenbürgischen Aufständischen unter Stephan Bocskai zerstört worden war, ließ der Rat zu Uherský Brod 1615 im Tal des Březová-Baches das Dorf Nová Březová anlegen. Die Siedler kamen aus Uherský Brod und Korytná. Das Kataster des neuen Dorfes wurde am 8. Oktober 1616 beraint. Daraus entstanden heftige Grenzstreitigkeiten mit den Besitzern der umliegenden Dörfer Strání, Suchá Loz und Horní Němčí, von denen Fluren an Březová zugeschlagen worden waren. Der Vogt von Březová, Vavřinec Vrabec, empfahl deshalb 1617 eine Bereinigung der Herrschaftsgrenzen. 1621 wurde das Dorf beim Einfall der Truppen Gábor Bethlens in Schutt und Asche gelegt. Nová Březová wurde zwischen 1627 und 1641 wiederaufgebaut. Später wurde das Dorf volkstümlich als Březová bezeichnet, dieser Name wurde schließlich auch zum amtlichen Ortsnamen.
Nach der Aufhebung der Patrimonialherrschaften bildeten Březová/Bresowa und Olšovec/Olschowetz ab 1850 selbstständige Gemeinden in der Bezirkshauptmannschaft Uherský Brod. Zum Ende des Zweiten Weltkrieges wurden beide Dörfer am 26. April 1945 nach heftigen Kämpfen durch die Rote Armee und rumänische Truppen eingenommen. Dabei starben 17 Russen und 42 Rumänen, die auf dem örtlichen Friedhof bestattet wurden. Die Gebäudeschäden wurden auf 15.000.000 Kronen und die Waldschäden auf 1.500.000 Kronen geschätzt, hinzu kamen noch Schäden von fünf Millionen Kronen an toten Inventar. Damit war Březová eine der meistgeschädigten Gemeinden im Okres Uherský Brod.
Am 1. Mai 1955 wurden Olšovec und Březová zu einem Dorf Březová zusammengeschlossen. Nach der Aufhebung des Okres Uherský Brod kam Březová Ende 1960 zum Okres Uherské Hradiště.

## Gemeindegliederung
Für die Gemeinde Březová sind keine Ortsteile ausgewiesen. Zu Březová gehört die Ortslage Olšovec (Olschowetz).

## Sehenswürdigkeiten

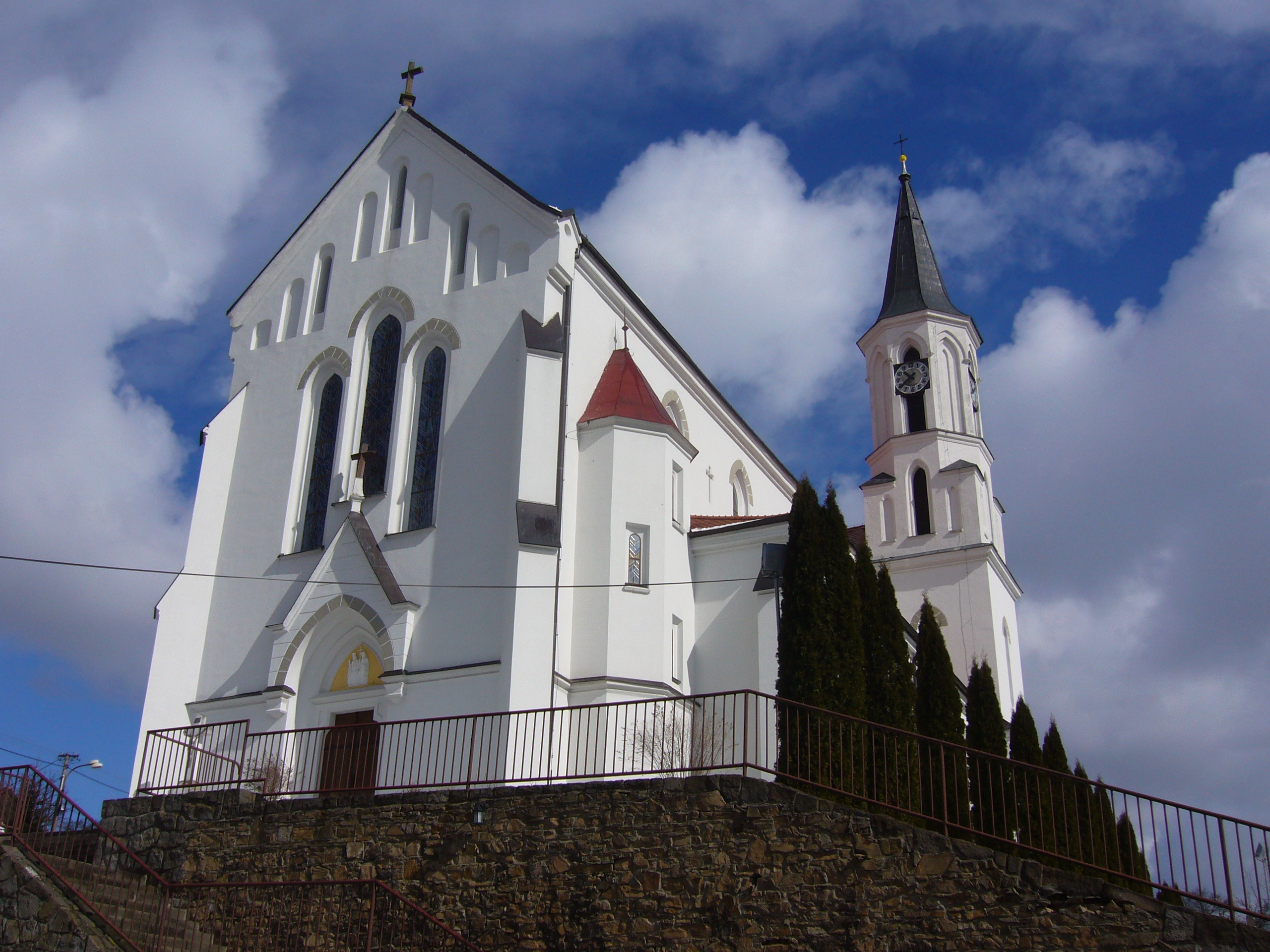
Kirche der hl. Kyrill und Method

- neogotische Kirche der hl. Kyrill und Method, erbaut 1865–1870
- Velký Lopeník mit Aussichtsturm
- Mineralquellen, die ursprünglich sechs schwefelhaltigen Quellen wurden früher als Blumenbacher Sauerbrunnen abgefüllt. 1576 beschrieb der Brünner Arzt Thomas Jordan von Klausenburg eine der Quellen als heilkräftig. Erhalten sind heute zwei Quellen, die stark eisenhaltiges Wasser führen. Eine davon ist die Březovská kyselka, die bis 1919 mehrfach von Leoš Janáček aufgesucht wurde. Die andere sprudelt südlich des Dorfes in der Flur Dolní lázy aus einem Travertinstock.
- Naturdenkmal Kalabová, nördlich des Dorfes
- Naturdenkmal Dubiny, südlich von Březová am Osthang der Doubrava
- Naturreservat Cestiska, am nordwestlichen Ortsrand
- Naturreservat Horní louky, nördlich des Ortes am Studenný vrch